# Veľký Biel
Veľký Biel é um município da Eslováquia, situado no distrito de Senec, na região de Bratislava. Tem 10,16 km² de área e sua população em 2019 foi estimada em 2850 habitantes.

## Demografia
| Ano:        | 1994 | 2004    | 2014    | 2024    |
| ----------- | ---- | ------- | ------- | ------- |
| Broj ljudi: | 1998 | 2203    | 2427    | 3064    |
| Razlika:    |      | +10,26% | +10,16% | +26,24% |

| Ano:               | 2023 | 2024   |
| ------------------ | ---- | ------ |
| Número de pessoas: | 3035 | 3064   |
| Diferença:         |      | +0,95% |